# Acalypha subvillosa
Acalypha subvillosa é uma espécie de flor do gênero Acalypha, pertencente à família Euphorbiaceae.